# حواس‌پرتی (فیلم ۲۰۰۸)
حواس‌پرتی (به انگلیسی: The Wackness) فیلمی محصول سال ۲۰۰۸ و به کارگردانی جاناتان لوین است. در این فیلم بازیگرانی همچون بن کینگزلی، جاش پک، فامکه یانسن، اولیویا ترلبی، مری کیت اولسن، متد من، دیوید وال، جین آدامز، تالیا بالسام و آرون یو ایفای نقش کرده‌اند.